# Carter Beauford

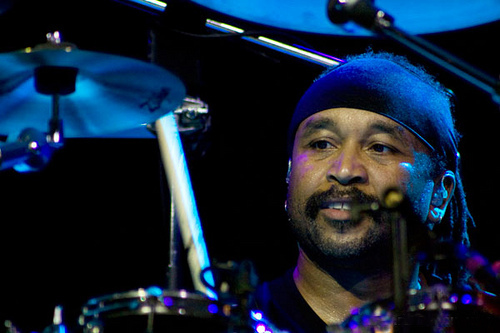
Carter Beauford

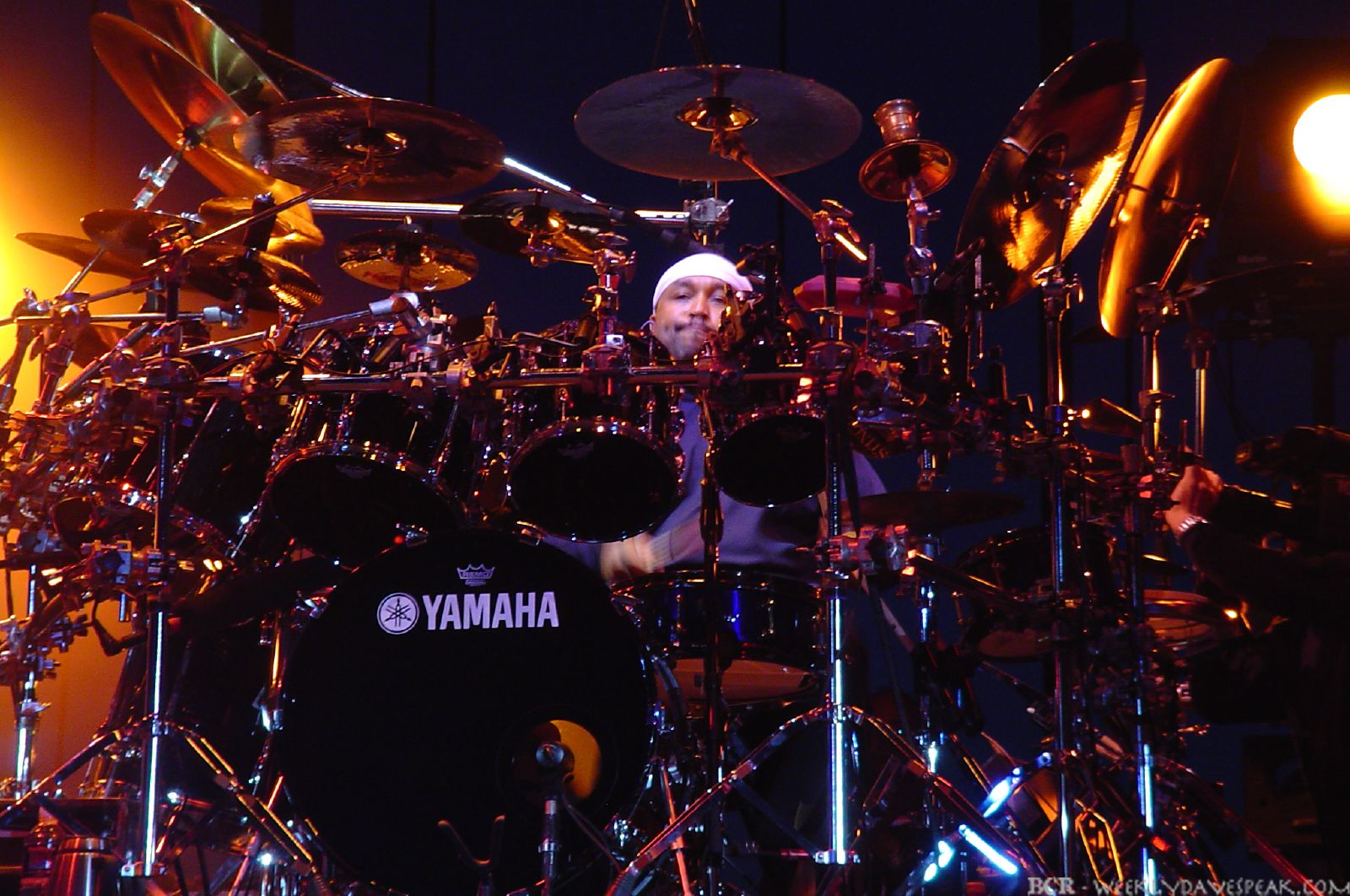
Carter Beauford

Carter Anthony Beauford (* 2. November 1957 in Charlottesville, Virginia) ist ein US-amerikanischer Schlagzeuger und Mitglied der Dave Matthews Band.

## Leben
Carter Beauford entdeckte das Schlagzeugspiel im Alter von 3 Jahren, als sein Vater Roland Beauford keinen Babysitter finden konnte und ihn stattdessen mit auf ein Konzert des Schlagzeugers Buddy Rich nehmen musste. Von diesem Tag an war seine Begeisterung für Buddy Rich und Schlagzeuge nicht mehr zu bremsen.
Seinen ersten Auftritt spielte Carter im Alter von 9 Jahren mit einer lokalen Jazzgruppe, deren Mitglieder allesamt zwischen 20 und 30 Jahre alt waren und in ihm eher „einen Kinderschlagzeuger, der spielen kann“ sahen.
Die Hi-Hat und Snare seines ersten Schlagzeugs, das u. a. aus auf Blechkessel gespannten Papierfellen bestand, platzierte er „fälschlicherweise“ auf der rechten Seite (Aufstellung typisch für Linkshänder, er war jedoch Rechtshänder), da das Schlagzeug von Buddy Rich für ihn aus der Sicht des Publikums in dieser Art und Weise konfiguriert schien.
Dieser 'kleine Irrtum' sorgte jedoch dafür, dass er nun sowohl rechts- als auch linkshändig führen kann.
Als Student auf der Shenandoah-Hochschule für Musik lernte er Billy Drummond kennen, einen New Yorker Jazz-Schlagzeuger.
Fortan übte er jeden Tag gemeinsam mit ihm. Obwohl sich seine Fähigkeiten stetig verbesserten, entschied er sich gegen ein Musikstudium.
Nachdem er zwölf Jahre Geschichte in unterschiedlichen Grundschulen und Highschools gelehrt hatte, kehrte er diesem Beruf jedoch den Rücken und entschied, sich fortan nur noch der Musik zu widmen: Er begann in den verschiedensten Country- und Discobands zu spielen, die ihn jedoch nicht selten wegen seines wagemutigen Stils hinauswarfen.
Zwischen 1984 und 1990 spielte Carter Beauford in der Band „Secrets“ in Virginia. Zu der Zeit entdeckte Dave Matthews ihn. „Das Publikum erstarrte in Ehrfurcht vor seinem Spiel. Ich kann ehrlich sagen, dass ich überwältigt war“, sagte Matthews.
Jedoch erst im Januar 1991, nachdem er vier Jahre in Washington, D.C. in der Black Entertainment Television (BET)-Jazzshow mit Musikern wie Roy Hargrove gespielt hatte, begann er, erste Aufnahmen mit Dave Matthews für ein Demo zu machen. In dieser Zeit pendelte er immer zwischen Charlottesville und Washington hin- und her, verließ jedoch bald darauf die BET-Show und wandte sich ganz der Dave Matthews Band zu, in der er heute noch spielt.
Seit dem Album „Before These Crowded Streets“ ist er auch auf Alben von Carlos Santana, John Popper, Victor Wooten und Robin Andre alias Boy Wonder zu hören.
2016 listete der Rolling Stone Beauford auf Rang 41 der 100 größten Schlagzeuger aller Zeiten.